# Pandarus smithii
Espèce
Synonymes
- Pandarus lugubris Heller, 1865[2]
- Pandarus marcusi Carvalho, 1940[2]
- Pandarus oblongus Shiino & Izawa, 1966[2]

Pandarus smithii est une espèce de copépodes de la famille des Pandaridae.

## Description
Dans sa publication originale, l'auteur indique que le plus grand spécimen en sa possession mesure 9 mm et que les autres ne sont pas tellement plus petits. 

## Publication originale
- Rathbun, 1886 : Descriptions of parasitic Copepoda belonging to the genera Pandarus and Chondracanthus (with seven plates). Proceedings of the United States National Museum, vol. 9, pp. 310–324 (texte intégral) (en).